# Чаусова, Татьяна Михайловна
Татья́на Миха́йловна Ча́усова (25 января 1950 — 24 марта 2022, Санкт-Петербург) — российская органистка, музыкальный педагог и музыковед, профессор Санкт-Петербургской и преподаватель Одесской консерваторий, заслуженная артистка  Российской Федерации (2002).

## Биография
Татьяна Чаусова получила высшее музыкальное образование в Ленинградской консерватории. Она стала одной из последних учениц Исайи Браудо. В 1973 году уже после смерти Браудо она окончила консерваторию как органист по классу его дочери Анастасии и как музыковед по классу профессора Галины Филенко.
Окончив консерваторию, Чаусова до 1977 года преподавала в Одесской консерватории. Пройдя в 1977—1979 годах ассистентуру-стажировку у профессора Нины Оксентян, она начала преподавать в Ленинградской консерватории с 1979 года. В последние годы жизни Татьяна Чаусова — профессор кафедры органа и клавесина.
Концертную деятельность Чаусова вела с 1973 года. Она выступала как сольно, так и в ансамблях с известными музыкантами. Обширный репертуар органистки включал произведения разных стилей и эпох. Помимо выступлений в разных российских городах, она гастролировала по странам Европы и США. В 2002 году Татьяне Чаусовой было присвоено почётное звание Заслуженная артистка России.
Умерла 24 марта 2022 года в Санкт-Петербурге.

## Жюри конкурсов

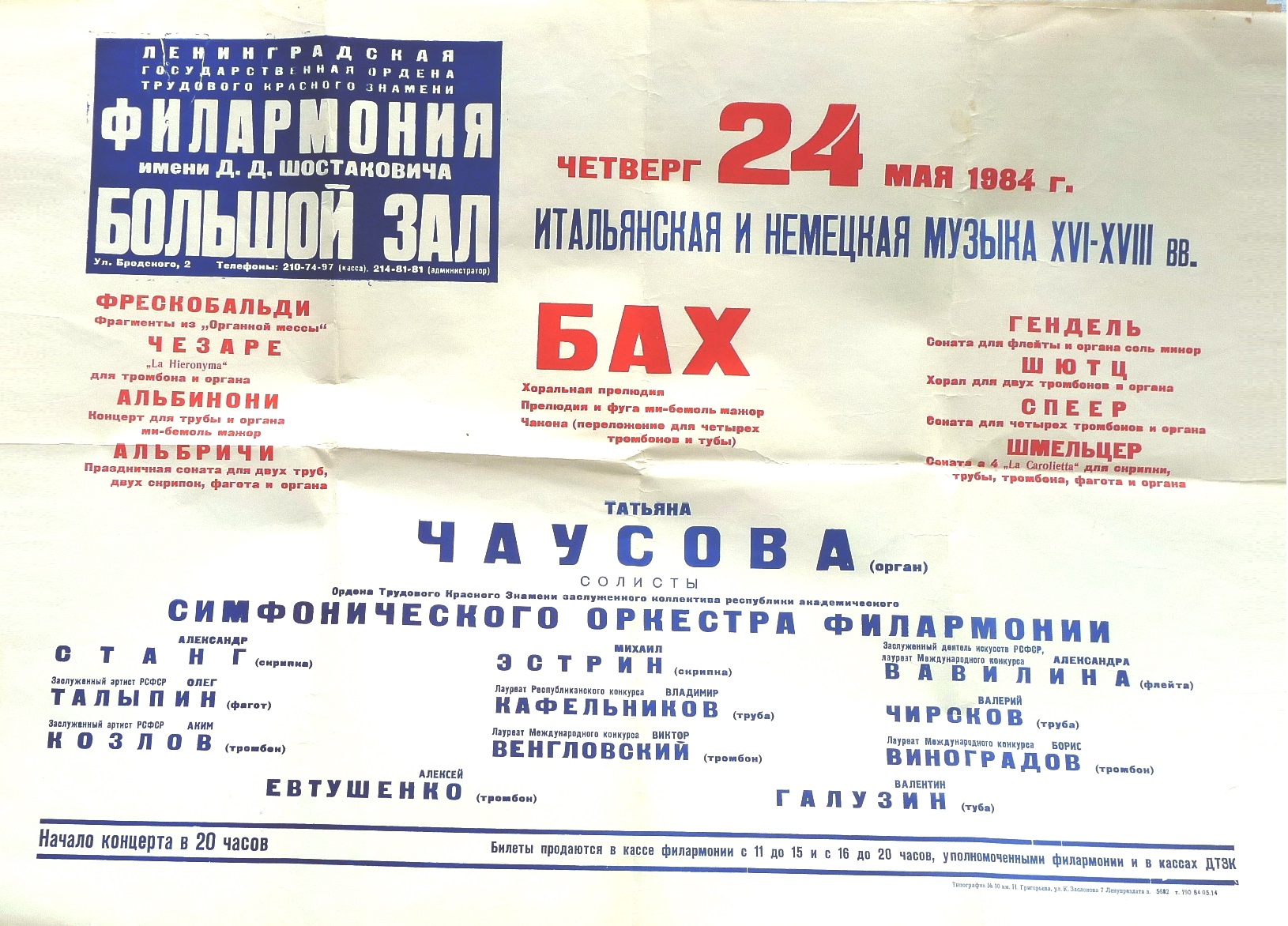
Концертная афиша Татьяны Чаусовой, 1984 год, Большой зал Ленинградской филармонии

- I Всероссийский музыкальный конкурс по специальностям: «Духовые инструменты, ансамбли духовых инструментов», «Ударные инструменты», 2012 год, Москва, член жюри[4]
- III Международный конкурс органистов им. И. А. Браудо, 2019 год, г. Санкт-Петербург, член «Большого жюри»[5]
- I открытый Всероссийский молодёжный фестиваль-конкурс органистов им. Народной артистки РФ профессора Н. И. Оксентян, 2020 год, г. Санкт-Петербург, председатель жюри[6]